# ㅎ

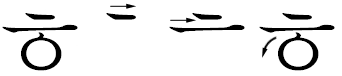
筆順

ㅎは、ハングルを構成する子音字母のひとつ。14番目の字母（1751年の『三韻声彙』以降。『訓民正音』当時は最初の「ㄱ」から濃音を含めなければ14番目、濃音も含めれば19番目、『訓蒙字会』では16番目）。名称はヒウッ（히읗）。字体によってはㅎの上の線が "ㅗ" のような形になる。

## 音声
初声では通常、声帯同士で狭めをつくり、そこを通る呼気の摩擦によって音を出す無声声門摩擦音[h]を表し、音素記号は/h/で表される。しかし、環境によって以下のような異音をもつ。
二重母音/ㅑ, ㅕ, ㅛ, ㅠ, ㅖ, ㅒ/（[j]系の半母音）、および/ㅣ/の前では口蓋化して無声硬口蓋摩擦音[ç]となる。
母音/ㅡ/（[ɯ]）の前では無声軟口蓋摩擦音[x]となる。
有声音と有声音の間、つまり母音・鼻音・流音と母音の間（位置関係上かならず二音節目以降の初声となる）では有声化して有声声門摩擦音[ɦ]となる。日本語話者にとってこの音は認識されにくいため、前の子音と続く母音がつながった音に聞こえることが多い（これは「ㅎの弱音化」と説明されることもある）。
なお終声の/ㄱ, ㄷ, ㅂ, ㅈ/に続く場合、これと融合して激音/ㅋ, ㅌ, ㅍ, ㅊ/で発音される。
終声では舌端を歯茎に密着させて出す内破音[t̚] = [t_<]となる。これは/ㄷ/の終声と同じ音である。後続の音が/ㄱ, ㄷ, ㅈ/であるときは、これと結合して激音/ㅋ, ㅌ, ㅊ/と発音される。後続が母音である場合は、他の終声が初声化するのと異なり、hの音として初声化するのではなく無音となる（これは「ㅎの無音化」と説明されることもある）。その他発音の変化としては、後ろにㄴなどが来て鼻音化して終声のㄴで発音される場合があるものの、初声のㅎの音として発音されることはない。複合終声ㄶ、ㅀのㅎも発音上ほぼ同様の性質を持っており、[h]（初声のㅎ）の音を表すというよりも、「次の初声/ㄱ, ㄷ, ㅈ/を激音化する記号」であるというのがその本質である。
なお、この字母は上記のように発音上の特異な性質を持つこともあって、韓国のインターネットスラングである아햏햏については、[아해탣](←[아핻핻])、[아행행]、[아해해]、/a.hɛh.hɛh/～/a.hɛx.hɛx/などと発音が一定していない。
| 音価 | 終声字                     | 複合終声字           | 複合終声字 |
| 音価 | 終声字                     | 前                   | 後         |
| ---- | -------------------------- | -------------------- | ---------- |
| ㄱ   | ㄱ, ㅋ, ㄲ                 | ㄳ                   | ㄺ         |
| ㄷ   | ㄷ, ㅅ, ㅆ, ㅈ, ㅊ, ㅌ, ㅎ |                      |            |
| ㅂ   | ㅂ, ㅍ                     | ㅄ                   | (ㄼ), ㄿ   |
| ㄹ   | ㄹ                         | ㄼ, ㄽ, ㄾ, ㅀ, (ㄺ) |            |
| ㄴ   | ㄴ                         | ㄵ, ㄶ               |            |
| ㅁ   | ㅁ                         |                      | ㄻ         |
| ㅇ   | ㅇ                         |                      |            |

## ㅎパッチムに関する歴史的な事項
現行の正書法におけるㅎパッチムは前述の通り、他のパッチムとは異なる特異な性質を持ち、初声[h]の音を表すというより、ㄷ音の終声のうち後続の/ㄱ, ㄷ, ㅈ/を激音化させるものでしかないというのがその本質であるといえる。ここで歴史的なことを見ていくと、開化期の周時経以前にはㅎパッチムが表記として用いられた例はほとんどないが、ハングル創製当時の中期朝鮮語以来、形態音韻論的に現代語のㅎパッチムに相当する状況は存在していて、中期朝鮮語では現代語と同様に後続の初声が激音となる効果の他、まさにㅎ（h）の音として初声化（連音化）する効果もあったが、常にそうなっていたとは限らず、その他ㅅやㄴが後続した場合など、パッチムがㅅ・ㄴ・ㄷ等で表記されたり、表記に反映されなかったり、稀には表記されないまま存在の痕跡だけは残すこともある音であった。なお訓民正音によれば次清であるため、終声に用いれば「入声」となるとされていた。
ㅎパッチムが初めて公式に議論されたのは開化期の国文研究所においてで、当時の知識人の間では、周時経のようにㅎパッチムに賛成する人と、朴勝彬のようにㅎパッチムに反対する人がいたが、ㅎパッチムは他の論点に埋もれる形で1927年までには理論上はほぼ肯定されながらも、執筆者と出版社側の意識が交錯する中、朝鮮語綴字法統一案までの数年間、行きつ戻りつを繰り返していた。1930年の諺文綴字法では一部の激音や濃音などの終声表記が認められたが、それでも依然終声ㅎの表記は認められなかった。当時、周時経はㅎパッチムの音価を現代と同じく[ㄷ]と見ており、他の賛成派もほぼこの主張によっていた一方、朴勝彬らㅎパッチム反対派はそもそもそれをどう発音するのかということを問題としており、丁奎昶は「ㅎパッチムの発音は何か、と追求された李熙昇が少し自信はなさそうに「앋」（表音するなら）と答えたことがあったが、「앟」の発音が「앋」だと言うことに、一般大衆はびっくり驚かないことがあろうか」と述懐したという話も残っており、ㅎパッチムの音価が[ㄷ]であるとの共通認識が当時必ずしもあったわけではないことがうかがわれる。最終的にㅎパッチムが初めて公認されたのは、1933年の朝鮮語綴字法統一案においてであったが、開化期の知識人にとってもㅎパッチムは自然な意識の発露だったわけではなく、訓民正音の「終声復用初声」という大原則のもと、他の議論に埋もれる形で採用に至ったものとされる。また北朝鮮の1948年の朝鮮語新綴字法では、ㅎ の名称「히읗」の発音は[히으]とされていた。

## 用例
하（ハ）히（ヒ）후（フ）헤（ヘ）호（ホ）햐（ヒャ）휴（ヒュ）효（ヒョ）
固有名詞を転写する場合、たとえば윤 손하の場合、音節ごとに転写した「ユン・ソンハ」ではなく、[ɦ]を無音としたうえで、/nha/ を「ナ」とした「ユンソナ」と転写された。一方で윤하の場合、芸能活動最初期は「ユナ」と転写されたが、後に「ユンナ」に改められた。このように日本語に転写する際、弱音化を反映するか否かで表記が分かれることが少なくない状態である。
なお、一部の言葉の個々の語根に/ㅎ/はないが、암탉（雌鶏）、살코기（赤身）、안팎（内外）のような合成語となると音声上の/ㅎ/が出現することがあり、これは現代以前の朝鮮語の名残りである。ただし、/ㅂ/と違い、表記上で/ㅎ/は出現せず、後ろの語根の頭子音が対応の激音文字になる。

## 訓民正音
訓民正音初声体系では次清の喉音に分類されており、訓民正音の世宗序では「喉音如虚字初發聲」と規定されている。その字形は『訓民正音解例』制字解によると喉の形に象ったㅇに筆画を加えてㆆをつくり、それにさらに筆画を加えて作った加画字とされる。
『訓蒙字会』（1527年）では初声独用8字に含まれており、ヒ（히、屎）と名付けられていた。ヒウッという名称は1933年の朝鮮語綴字法統一案で名付けられた。

## ラテン文字転写
初声は文化観光部2000年式、マッキューン＝ライシャワー式ともにhと表記される。有声音に続き認識されにくい[ɦ]となったり、/ㄱ, ㄷ, ㅂ, ㅈ/に続いて融合する場合であっても表記される。
終声はどちらの方式でもtと表記される。

## 文字コード
| 名称                   | 用途   | コード | HTML実体参照コード | 表示 |
| HANGUL LETTER HIEUH    | 単体   | U+314e | &#12622;           | ㅎ   |
| HANGUL CHOSEONG HIEUH  | 初声用 | U+1112 | &#4370;            | ᄒ   |
| HANGUL JONGSEONG HIEUH | 終声用 | U+11c2 | &#4546;            | ᇂ     |